# Alphonsea stenogyna
Alphonsea stenogyna là loài thực vật có hoa thuộc họ Na. Loài này được (Diels) J.Sinclair mô tả khoa học đầu tiên năm 1956.